# Jean Carlos Mina
Jean Carlos Mina Aponza (6 de mayo de 2001) es un deportista colombiano que compite en atletismo adaptado. Ganó una medalla de bronce en los Juegos Paralímpicos de Tokio 2020 en la prueba de 100 m (clase T13).

## Palmarés internacional
| Juegos Paralímpicos | Juegos Paralímpicos | Juegos Paralímpicos | Juegos Paralímpicos |
| Año                 | Lugar               | Medalla             | Prueba              |
| ------------------- | ------------------- | ------------------- | ------------------- |
| 2020                | Tokio (Japón)       | Medalla de bronce   | 100 m T13           |

| Juegos Parapanamericanos | Juegos Parapanamericanos | Juegos Parapanamericanos | Juegos Parapanamericanos |
| Año                      | Lugar                    | Medalla                  | Prueba                   |
| ------------------------ | ------------------------ | ------------------------ | ------------------------ |
| 2023                     | Santiago (Chile)         | Medalla de plata         | 100 m T13                |